# Прямий м'яз живота
Прямий м'яз живота (лат. musculus rectus abdominis) — це парний та плоский м'яз, розміщений вертикально, що має стрічкоподібну форму. Обидва прямі м'язи живота розмежовані білою лінією. Прямий м'яз живота розширений вгорі і звужений донизу. Морфологічною особливістю прямого м'яза живота є те, що він складається з окремих частин, з'єднаних між собою сухожилковими переділками (intersectiones tendineae), що зрощені з передньою пластинкою піхви прямого м'яза живота. По своєму ходу м'яз переривається 3–4-ма сухожилковими переділками. Піхва прямого м'яза живота утворена апоневрозами бічних м'язів живота.
Перша (верхня) сухожилкова переділка розташована на рівні хряща VIII ребра;
Друга — на середині відстані між першою переділкою і пупком;
Третя — на рівні пупка; четверта (непостійна) — менш виражена, розташована нижче пупка.

## Місця кріплення
Початок: від мечоподібного відростка груднини і зовнішньої поверхні хрящів V—VII ребер.
Прикріплення: два пучки м'яза прикріплюються до лобкового гребеня і лобкового симфізу.

## Функція
Згинає хребет, опускає ребра і нахиляє тулуб; при фіксованій грудній клітці піднімає таз. Краніальна частина м'яза відіграє важливу роль в регулюванні сили видиху під час процесу мовлення.

## Діастаз прямих м'язів живота
Діастаз прямих м'язів живота — це розходження внутрішніх країв цих м'язів на відстань понад 27 мм на рівні пупка, або понад 22 мм на рівні 3 см над пупком внаслідок ослаблення і розтягування білої лінії живота.

## Фотографії

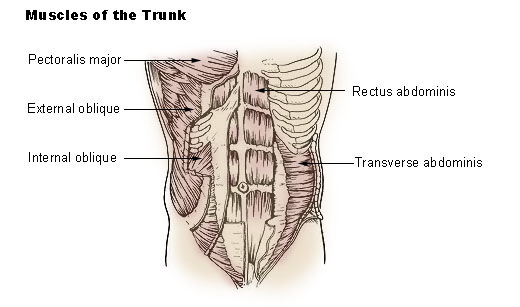
М'язи тулуба
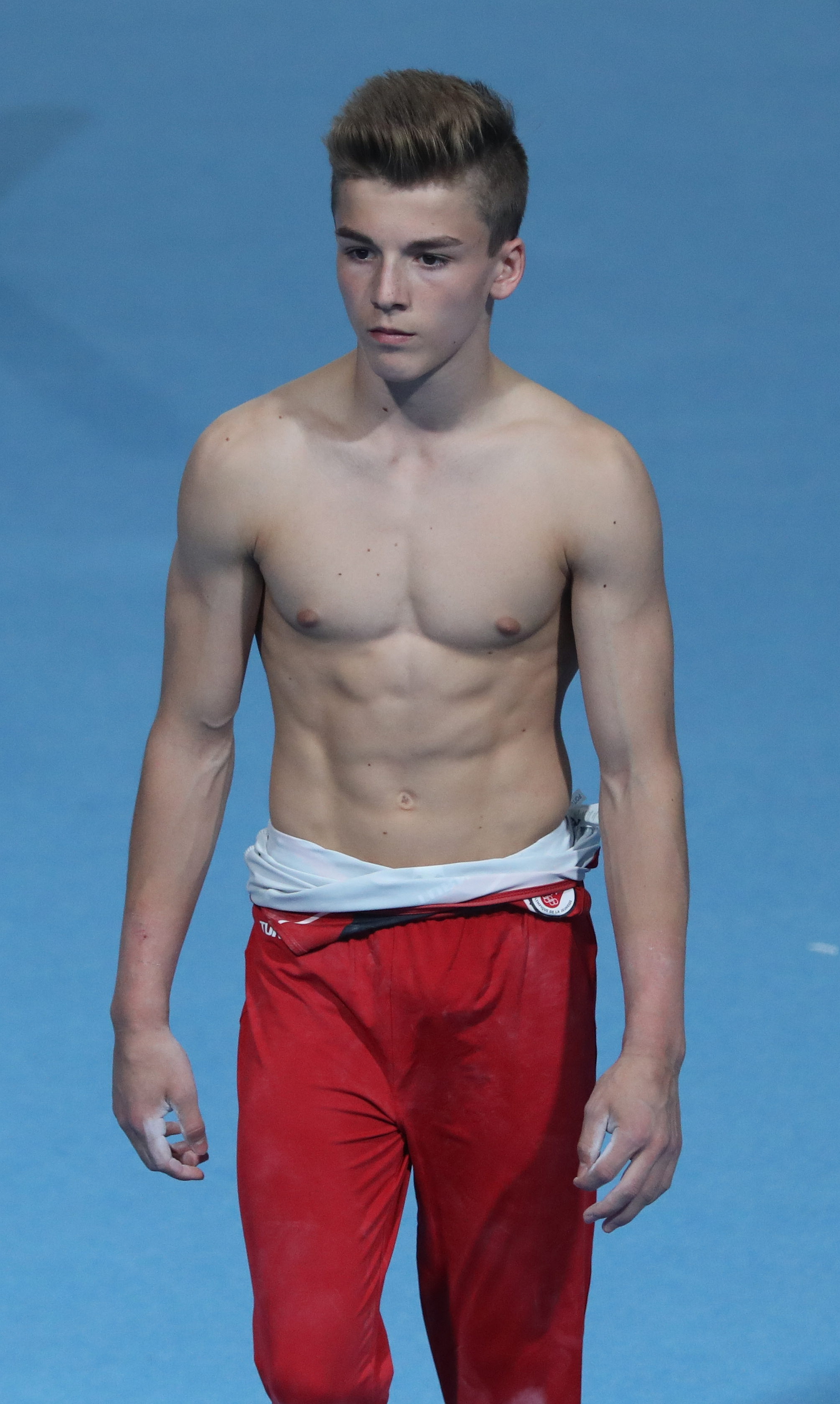
Гімнаст Фелікс Дольсі, представлений прямий м'яз живота
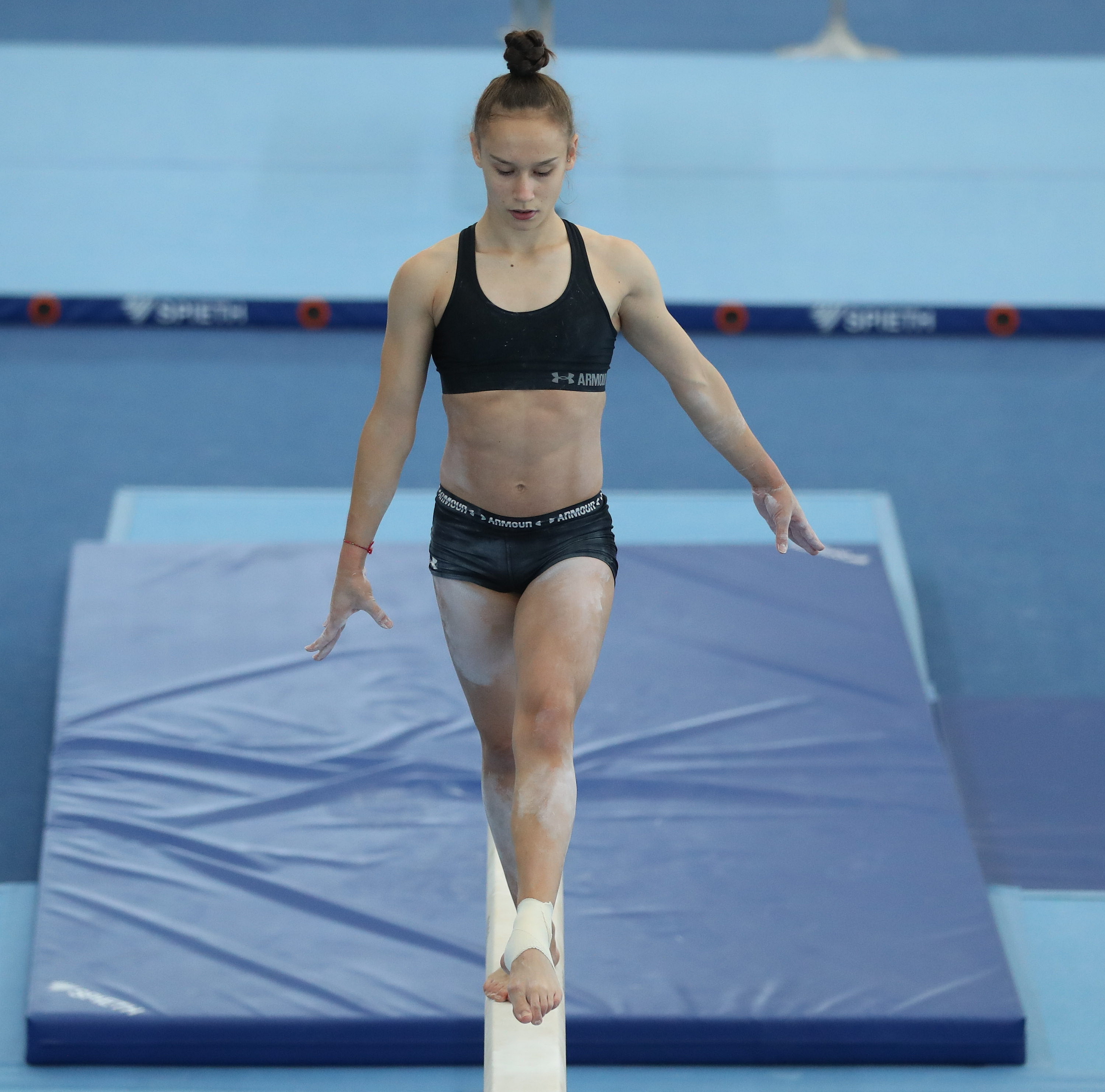
Гімнастка. Представлений прямий м'яз живота